# 埃斯卡拉
埃斯卡拉（法語：Escala，法語發音：[ɛskala]）是法国上比利牛斯省的一个市镇，属于巴涅尔德比戈尔区。

## 地理
埃斯卡拉（43°5'12"N, 0°24'34"E）面积3.88 平方千米，位于法国奧克西塔尼大區上比利牛斯省，该省份为法国西南部内陆省份，北至热尔省，西接大西洋比利牛斯省，南与西班牙接壤，东临上加龙省。
与埃斯卡拉接壤的市镇（或旧市镇、城区）包括：拉讷默藏、内斯特河畔拉巴特、蒙图塞、蒂扎盖、康塔乌斯。

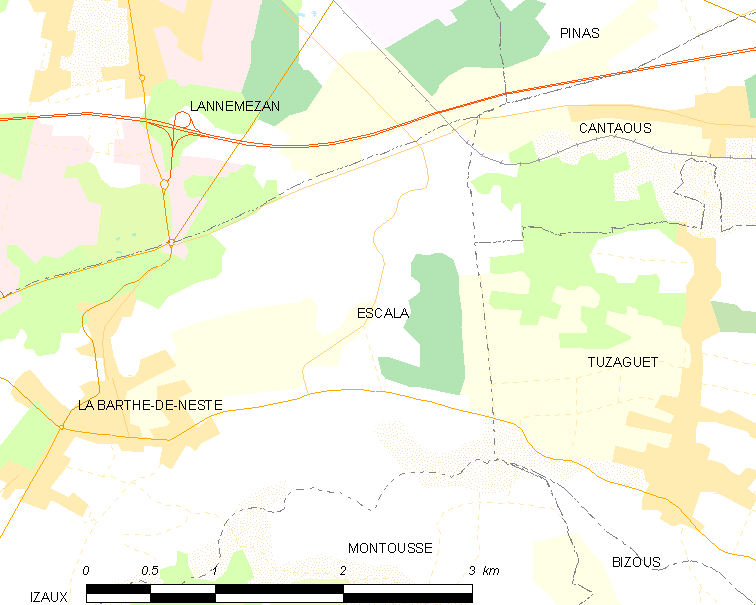
埃斯卡拉的OSM定位图

埃斯卡拉的时区为UTC+01:00、UTC+02:00（夏令时）。

## 行政
埃斯卡拉的邮政编码为65250，INSEE市镇编码为65159。

## 政治
埃斯卡拉所属的省级选区为内斯特-欧尔-卢龙县。

## 人口

1962-2008年间埃斯卡拉人口变化图示

埃斯卡拉于2022年1月1日时的人口数量为351人。